# Ольденхюттен
Ольденхюттен (нем. Oldenhütten) — община в Германии, в земле Шлезвиг-Гольштейн. 
Входит в состав района Рендсбург-Экернфёрде. Подчиняется управлению Норторфер Ланд.  Население составляет 158 человек (на 31 декабря 2010 года). Занимает площадь 4,33 км².